# Basler Herbstmesse

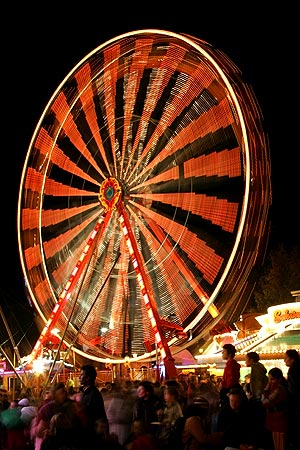
Ruota panoramica Basler Herbstmesse

La Basler Herbstmesse, chiamata anche Herbschtmäss o semplicemente d'Mäss in svizzero tedesco, è una fiera autunnale che si svolge annualmente nella città di Basilea in Svizzera.

## Storia
La tradizione della fiera risale al Medioevo, quando l'imperatore Federico III consente alla città di Basilea, nel 1471, il diritto di tenere due fiere l'anno, una prima della Pentecoste e l'altra in autunno, prima del giorno di San Martino. Mentre la Fiera di primavera è stata una breve parentesi, questa d'autunno si è svolta ogni anno, senza interruzioni, il che la rende la fiera più longeva in Svizzera e al momento la più grande tra Stoccarda e Milano.

## Svolgimento
La fiera inizia tradizionalmente l'ultimo sabato del mese d'ottobre ed è annunciata a mezzogiorno dal suono delle campane della chiesa di San Martino, con l'avvio delle celebrazioni in sei diversi luoghi della città. Durante sedici giorni, molti basilesi e turisti di tutta Europa invadono i quartieri centrali della città per godersi le bancarelle di caramelle e dolci, e le giostre, collocate nelle piazze principali di Basilea. Mediamente poco meno di un milione di persone visita la fiera ogni anno.